# Tótvázsony
Tótvázsony è un comune dell'Ungheria di 1.175 abitanti (dati 2001). È situato nella contea di Veszprém.